# 박영숙 (1932년)
박영숙(朴英淑, 1932년 5월 28일~2013년 5월 17일)은 대한민국의 여성운동가이다.

## 생애
박영숙은 1932년 평양에서 태어났다. 19살 때 월남한 뒤 광주에 정착했다. 이화여자대학교 영문학과를 졸업하였다. 대학교 졸업 후 기독교여자청년회에서 여성·시민·환경운동을 시작했다. 1967년 진보적인 신학자였던 안병무와 결혼했고, 안병무와의 사이에 아들을 두었다. 남편의 구속 때문에 거리에서 구속자 가족 시위를 시작했고, 1986년 부천경찰서 성고문 사건을 계기로 인생의 전기를 맞았다. 당시 피해자인 권인숙에게도 유죄를 선고한 재판 결과는 그를 ‘민주 투사’로 만들었다.
1987년 평민당 부총재로 정계에 입문해 1988년 평민당 총재 권한대행으로 대한민국 제13대 총선을 치르고, 13대 국회의원, 민주당 최고위원(1993), 지속가능발전위원회 위원장(2002)을 지냈다. 국회의원으로서 여성이 친권자의 구실을 할 수 있도록 한 가족법 개정, 남녀고용평등법 개정, 탁아법 제정, 환경부의 위상을 높이는 정부조직법 개정안 통과 등에 큰 구실을 했다. 그 뒤 한국환경사회정책연구소 소장(1992), 사랑의 친구들 총재(1998), 한국여성재단과 미래포럼 이사장(1999~2008)을 역임했고 2009년 살림이재단(이사장), 2010년 살림정치 여성행동, 2011년 아시아 위민 브릿지 두런두런을 만들어 대표를 맡았다. 여성환경연대 80대 으뜸지기로도 활동했다.
2012년 2월, 안철수재단 이사장에 선임되었다.
2013년 5월 17일, 지병으로 별세했다. 향년 82세

## 역대 선거 결과
| 실시년도 | 선거  | 대수 | 직책     | 선거구 | 정당       | 득표수      | 득표율         | 순위       | 당락 | 비고 |
| -------- | ----- | ---- | -------- | ------ | ---------- | ----------- | -------------- | ---------- | ---- | ---- |
| 1988년   | 총선  | 13대 | 국회의원 | 전국구 | 평화민주당 | 3,783,279표 | \| \| 19.3% \| | 전국구 1번 |      | 초선 |
|          | 19.3% |      |          |        |            |             |                |            |      |      |

## 같이 보기
- 대한YWCA연합회
- 안병무